# Хешван
Хешва́н (ивр. חֶשְׁוָן‎; также «маршеван»; «мархешван»; «бул») — второй месяц еврейского календаря (при отсчёте по данным Торы — восьмой). Соответствует обычно октябрю или октябрю-ноябрю. Состоит из 29 или 30 дней.
Полное название месяца — мархешван. Происходит из аккадского языка и означает «восьмой месяц». Изначально было что-то вроде «варх шман» — «восьмой месяц» (в аккадском языке губное w постоянно менялось на губное m).
Народная этимология интерпретирует название месяца как «мар-хешван» (горький хешван), так как это единственный месяц в еврейском календаре, на который не приходится никаких знаменательных событий или праздников.
Месяцу Хешван соответствует созвездие Скорпион.